# Vesdun
 Vesdun  es una población y comuna francesa, situada en la región de  Centro, departamento de Cher, en el distrito de Saint-Amand-Montrond y cantón de Saulzais-le-Potier.

## Demografía
| 902 | 800 | 718 | 721 | 683 | 623 |
| Para los censos de 1962 a 1999 la población legal corresponde a la población sin duplicidades (Fuente: INSEE [Consultar]) |     |     |     |     |     |